# روبرت ستيفن
روبرت ستيفن (بالإنجليزية: Robert Stephen)‏ هو لاعب سنوكر بريطاني، ولد في 27 يونيو 1984 في غلاسكو في المملكة المتحدة.

## روابط خارجية
- روبرت ستيفن على موقع CueTracker.net (الإنجليزية)